# Кровавый суд
«Кровавый суд» (нем. Blutgericht) — исторический ресторан для гурманов в Кёнигсберге, который размещался в подвальных помещениях северного крыла замка Кёнигсберг и функционировал до 1945 года. Происхождение названия точно неизвестно, но, вероятно, восходит к средневековой традиции судов крови над протестантами.

## История
В результате Зальцбургского эмиграционного эдикта 1731 года протестант Давид Шиндельмайсер был изгнан из своего дома в Зальцбурге и поселился в Кёнигсберге. В 1738 году он основал в замке винный бар, который стали охотно посещать жители Кёнигсберга, студенты и особенно гости города.
Чтобы попасть в бар, посетителям во дворе замка нужно было войти в небольшой незаметный подвальный вход под мьюзом, над которым был прикреплен козырёк. Стены и потолки ресторана были оформлены в виде широких цилиндрических сводов. Пещеры подземных лабиринтов и катакомб имели названия, напоминающие средневековые застенки: «Камера стыда», «Тюрьма», «Перцовая заглушка», «Большой колокол», «Испанская игла» и т. д. Неповторимый шарм винного бара заключался не только в прохладной и сырой подвальной атмосфере и грубой деревянной мебели, но и в деталях интерьера, включавшего кованые железные люстры в форме колёс, большие резные бочки у задней стены и модели старых ганзейских коггов под потолком. Официанты были одеты в «крупш» — в исторически стилизованную одежду, напоминавшую рабочую одежду бондарей в винных погребах (синие толстовки и кожаные фартуки).
Гостями ресторана были: Э. T. A. Гофман, Рихард Вагнер, Ловис Коринт, Феликс Дан, Томас Манн, Иоахим Рингельнац, Пауль Вегенер, Генрих Георге, Фриц Сковроннек, Эрнст фон Вольцоген, Феликс фон Люкнер, Генрих Прусский и Густав Штреземан.
Позже винный бар был расширен до ресторана. Широкую известность получили фирменные блюда ресторана Кровавый суд — кёнигсбергские клопсы и фляки. Развлекало гостей ещё то, что на верхнем этаже здания заседал Верховный земельный суд Кёнигсберга.
Ресторан «Кровавый суд» был не единственным подобным местом, также не менее известными и популярными были «Погреб Ауэрбаха» в Лейпциге и «Погреб Швайднитцера» во Вроцлаве.
Ресторан продолжал работать до апреля 1945 года. После захвата Красной армией города Кёнигсберга подвальные помещения и своды ресторана были взорваны. А в 1969 году снесены с остальной частью замка.
В 1949 году газета сообщила, что наследники семьи Шиндельмайссера планируют открыть подобный ресторан под тем же названием во Франкфурте-на-Майне. Было ли это реализовано и как долго этот новый проект просуществовал, неизвестно.

## Воспоминания
В 1970-е годы Зигфрид Шиндельмайсер (нем. Siegfried Schindelmeiser) (1901—1986), входивший в студенческую корпорацию «Corps Baltia Königsberg» Кёнигсбергского университета, написал рифмованные воспоминания о Кёнигсберге, включающие в двух куплетах и память о молодёжных встречах в подвальных помещениях замка Кёнигсберг.

Оригинальный текст (нем.)Doch im Schloß im kühlen Keller

Fließt ein edler Rebensaft;

Und die Herzen schlagen schneller,

Zecht dort alte Bruderschaft:

Offene Gespräche schlingen

Ihren Kranz um einst und jetzt

Und zu immer neuen Dingen

Wird der Geist im Flug versetzt:

Burschenehre, Schlägerklänge,

Edle Pferde, heller Strand;

Mädchenlachen, Festgedränge,

Ernste Arbeit, Vaterland!

Und der Wein verdrängt die Jahre,

Und beredt die Lippe spricht:

„Trinken bleibt das einzig Wahre!

Bringt ein Hoch dem Blutgericht!“ 
Но в прохладном погребе замка

Льётся благородное вино;

И сердце бьётся быстрее,

Тут пируют старые братства:

Открытые беседы сплетаются

В венок из былого и настоящего,

Чтобы к новым делам

Дух воспарил в полете:
Честь студентов, звуки шлягеров,

Благородные лошади, яркий пляж;

Девушки смеются, праздничная суета,

Серьезная работа, Отечество!

И вино вытесняет годы,

И красноречиво говорят губы:

Единственная истина в вине!

Да здравствует Кровавый суд!
Свой текст Зигфрид Шиндельмайсер предлагал исполнять на мелодию одной из двух студенческих песен «Heidelberg Du Jugendbronnen» или «Nicht der Pflicht nur zu genügen».

## Галерея

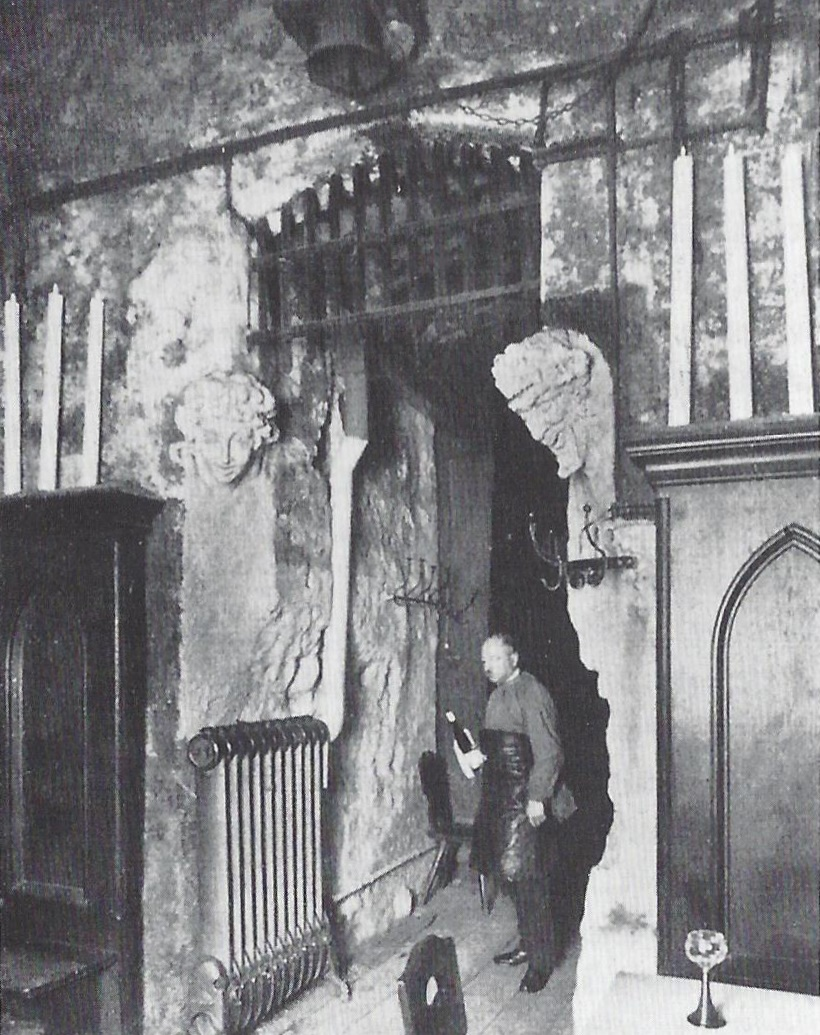
Официант, одетый в крупш
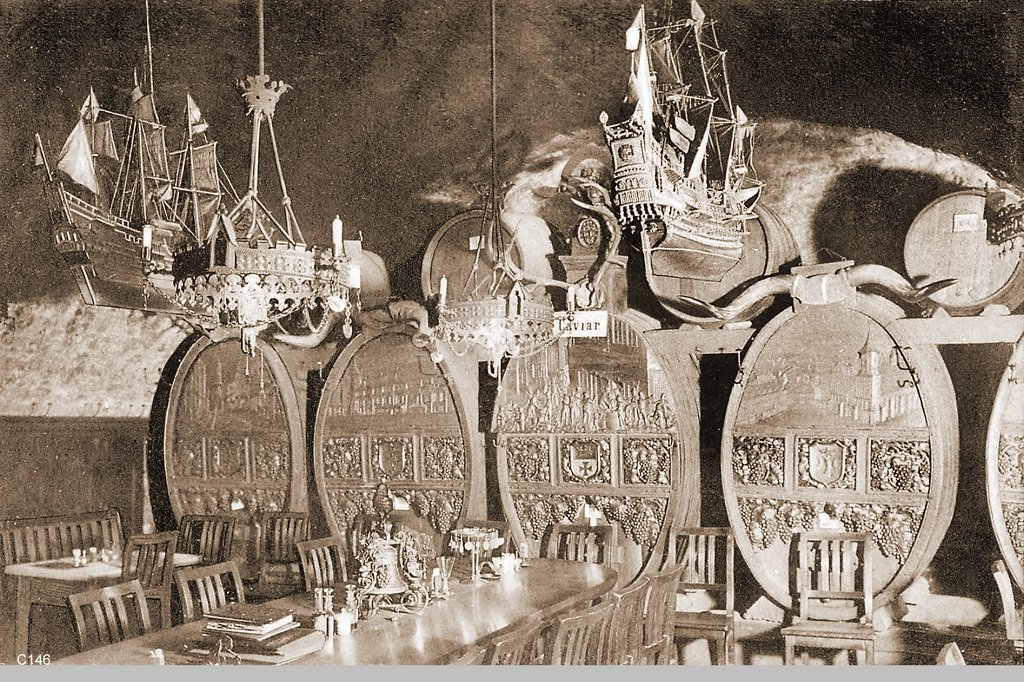
Декоративные бочки и когги
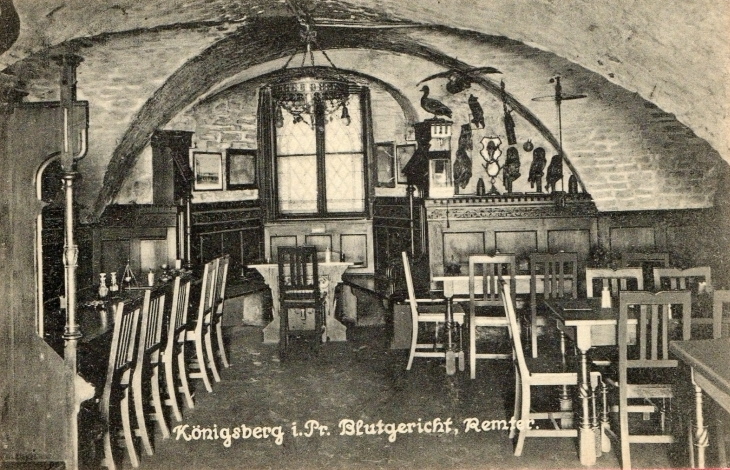
Сводчатые потолки ресторана
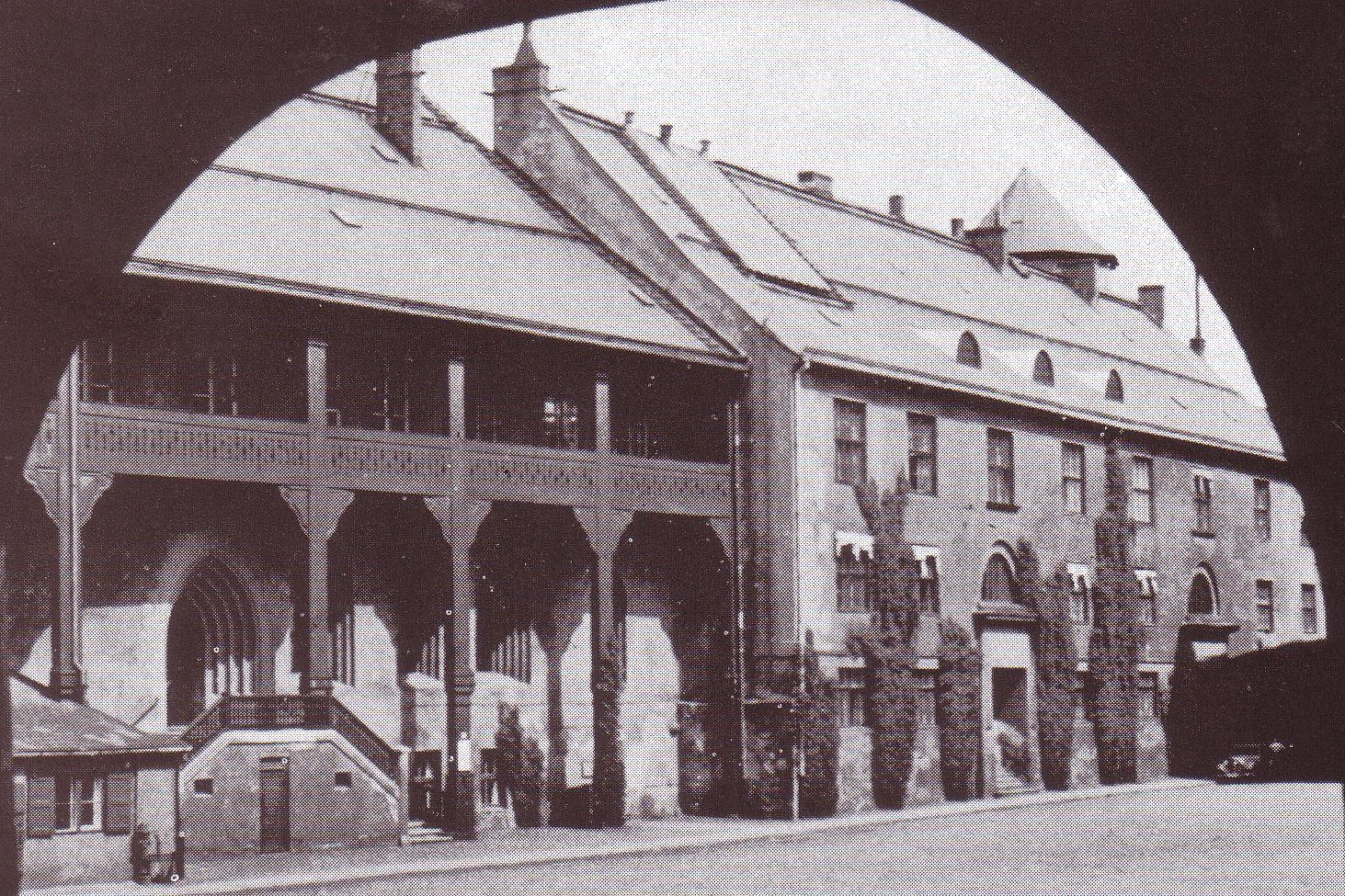
Внутренний двор замка Кёнигсберг
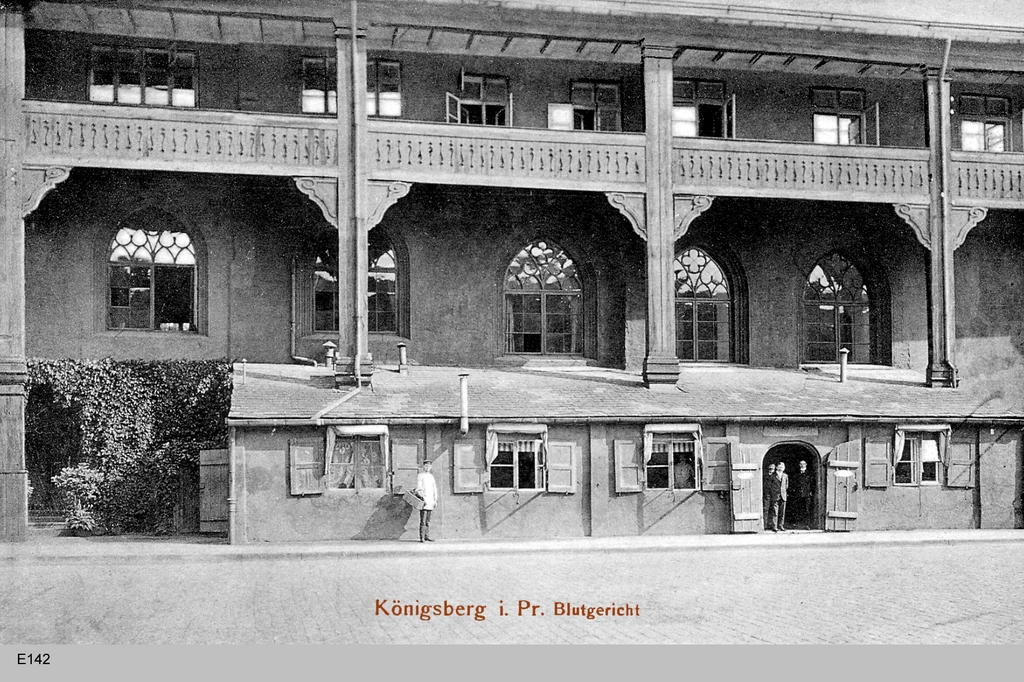
Фасад ресторана
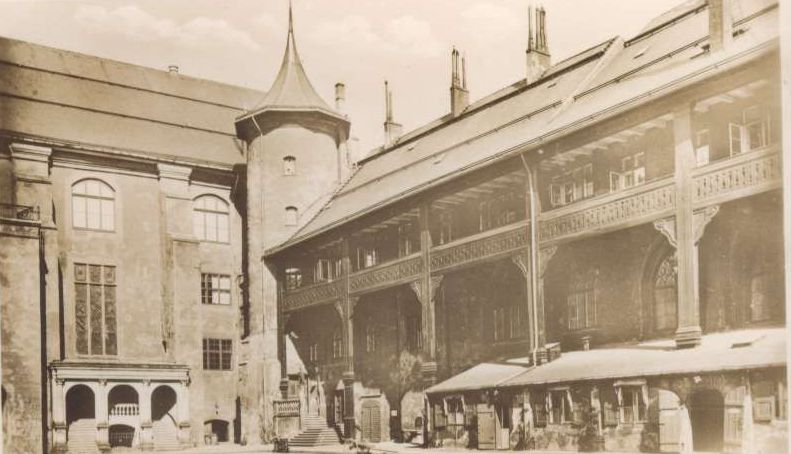
Общий вид: ресторан и внутренний двор замка